# Афганістан на літніх Олімпійських іграх 1964
Афганістан на літніх Олімпійських іграх 1964 року у Токіо був представлений 8 спортсменами в одному виді спорту — боротьбі.
Афганістан уп'яте взяв участь в Олімпіаді. Афганські атлети не здобули жодної медалі.

## Боротьба
| Стиль                  | Спортсмен              | Категорія | Раунд 1                           | Раунд 2                       | Раунд 3                 | Раунд 4                  | Раунд 5                  | Фінал              | Фінал |
| Стиль                  | Спортсмен              | Категорія | Суперник Результат                | Суперник Результат            | Суперник Результат      | Суперник Результат       | Суперник Результат       | Суперник Результат | Місце |
| ---------------------- | ---------------------- | --------- | --------------------------------- | ----------------------------- | ----------------------- | ------------------------ | ------------------------ | ------------------ | ----- |
| Вільна боротьба        | Фаїз Мохаммад Хакшар   | −52 кг    | Вінченцо Грассі (ITA) L 1-3       | Шон О'Коннор (IRL) L Fall     | не пройшов              | не пройшов               | не пройшов               | не пройшов         | 16    |
| Вільна боротьба        | Мохаммад Дауд Анварі   | −57 кг    | Хюсеїн Акбаш (TUR) L 1-3          | Абдулла Ходабанде (IRN) L 1-3 | не пройшов              | не пройшов               | не пройшов               | не пройшов         | 14    |
| Вільна боротьба        | Мохаммад Ебрагім Хедрі | −62 кг    | BYE                               | Рауль Ромеро (ARG) W Fall     | Берт Аспен (GBR) W 3-1  | Станчо Колев (BUL) L 1-3 | Боббі Дуглас (USA) L 1-3 | не пройшов         | 5     |
| Вільна боротьба        | Джан-Ака Джан          | −67 кг    | Карлос Альберто Варіо (ARG) W 3-1 | Чон Дон Гу (KOR) L 1-3        | Клаус Рост (EUA) L 1-3  | не пройшов               | не пройшов               | не пройшов         | 11    |
| Вільна боротьба        | Шакар Хан Шакар        | −73 кг    | Лен Аллен (GBR) D 2-2             | Гурам Сагарадзе (URS) L Fall  | не пройшов              | не пройшов               | не пройшов               | не пройшов         | 16    |
| Греко-римська боротьба | Нур Улла Нур           | −57 кг    | Масаміцу Ітігуті (JPN) L Fall     | Енді Фітч (USA) L 1-3         | не пройшов              | не пройшов               | не пройшов               | не пройшов         | 15    |
| Греко-римська боротьба | Нур Ака Саєд           | −62 кг    | Браніслав Мартинович (YUG) L Fall | Марін Болочан (ROM) L Fall    | не пройшов              | не пройшов               | не пройшов               | не пройшов         | 24    |
| Греко-римська боротьба | Вахід Улла Заїд        | −67 кг    | Алехандро Еханіс (MEX) D Draw     | Курт Мадсен (DEN) L 1-3       | Франц Шмітт (EUA) L 0-4 | не пройшов               | не пройшов               | не пройшов         | 12    |